# 아이찌조선중고급학교
아이찌조선중고급학교(일본어: 愛知朝鮮中高級学校 아이치 조선 중고급학교[*])는 일본 아이치현 도요아케시에 있는 중학교 및 고등학교 과정의 조선학교이다.

## 연혁
- 1948년 4월 20일 : 중부조선학교 설립
- 1953년 4월 1일 : 중부조선중고급학교로 변경
- 1956년 : 아이찌조선중고급학교로 변경

## 주요 동문
- 정대세 - 축구 선수
- 서길령 - 일본 투구선수